# Панченки (Полтавская область)
Панченки (укр. Панченки) — село,
Остаповский сельский совет,
Миргородский район,
Полтавская область,
Украина.
Код КОАТУУ — 5323284604. Население по переписи 2001 года составляло 12 человек.

## Географическое положение
Село Панченки находится на расстоянии в 1 км от сёл Онацкое и Верхняя Будаковка, в 2,5 км — село Остаповка.
По селу протекает пересыхающий ручей с запрудой.